# Leck mir den Arsch fein recht schön sauber

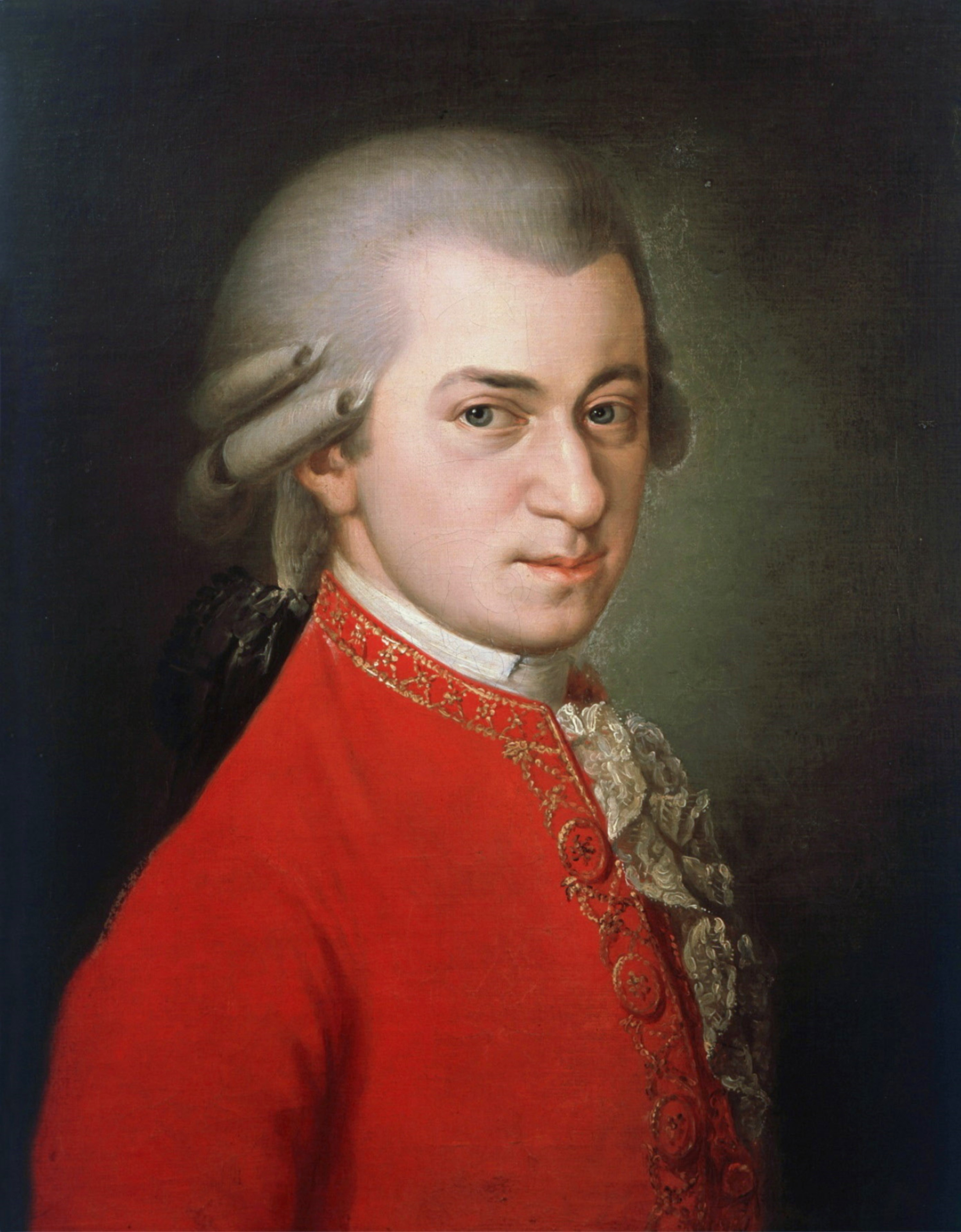
Wolfgang Amadeus Mozart, peinture posthume par Barbara Krafft en 1819

 (juillet 2014).
Leck mir den Arsch fein recht schön sauber (« Lèche moi bien le cul et nettoie-le ») est un canon pour trois voix en si bémol majeur, K. 233/382d. On a longtemps cru qu'il avait été composé par Wolfgang Amadeus Mozart en 1782 à Vienne, mais il s'avère qu'il a plutôt été composé par Wenzel Trnka (de).

## Authenticité
En 1988, Wolfgang Plath présenta les preuves que le compositeur de ce morceau, tout comme les K. 234/382e, était en fait Wenzel Trnka (1739–1791). Le fait que Mozart ne soit probablement pas l'auteur K. 229, K. 230, K. 231, K. 233, K. 234 avait déjà été mentionné dans Bärenreiter Neue Mozart-Ausgabe en 1974.

## Paroles
La version redécouverte des textes originaux se présente ainsi, :
| Leck mire den A… recht schon, fein sauber lecke ihn, fein sauber lecke, leck mire den A… Das ist ein fettigs Begehren, nur gut mit Butter geschmiert, den das Lecken der Braten mein tagliches Thun. Drei lecken mehr als Zweie, nur her, machet die Prob' und leckt, leckt, leckt. Jeder leckt sein A… fur sich. | Lèche-moi bien le cul, Lèche-le bien et nettoie-le, Lèche bien mon cul et nettoie le, lèche mon cul. C'est un désir graisseux, Bien beurré, Comme un léchage de viande rôtie, mon activité quotidienne. Trois lèchent plus que deux, Par ici, faites l'essai, Et lèchez, lèchez, lèchez. Chacun lèche son cul pour soi. |